# 薮内夏美
薮内夏美（日语：／ Yabuuchi Natsumi，1977年7月21日—），大阪府堺市出身，日本女子篮球运动员，曾代表日本参加2004年夏季奥林匹克运动会女子篮球比赛，获得第十名。